# Moucherolle à queue noire
Myiobius atricaudus
Ne doit pas être confondu avec Moucherolle noir, Moucherolle à dos noir, Moucherolle à tête noire, Moucherolle à bec noir ou Moucherolle à queue large.
Espèce
Statut de conservation UICN

 LC  : Préoccupation mineure
Le Moucherolle à queue noire (Myiobius atricaudus) ou Barbichon à queue noire, est une espèce de passereaux de la famille des Tityridae.

## Liste des sous-espèces
Selon la classification de référence du Congrès ornithologique international (version 8.1, 2018) :
- sous-espèce Myiobius atricaudus atricaudus Lawrence, 1863
- sous-espèce Myiobius atricaudus portovelae Chapman, 1924
- sous-espèce Myiobius atricaudus modestus Todd, 1912
- sous-espèce Myiobius atricaudus adjacens Zimmer, JT, 1939
- sous-espèce Myiobius atricaudus connectens Zimmer, JT, 1939
- sous-espèce Myiobius atricaudus snethlagei Hellmayr, 1927
- sous-espèce Myiobius atricaudus ridgwayi von Berlepsch, 1888